# Rue de La Michodière
La rue de La Michodière est une voie du 2e arrondissement de Paris, en France.

## Situation et accès
La rue de La Michodière est une voie publique située dans le 2e arrondissement de Paris. Elle débute au 28, rue Saint-Augustin et se termine au 29, boulevard des Italiens.

## Origine du nom
Elle porte le nom de Jean-Baptiste-François de La Michodière (1720-1797), comte d’Hauteville, qui était prévôt des marchands de Paris lorsqu’elle fut percée.
La rue d'Hauteville du 10e arrondissement honore le même personnage.

## Historique

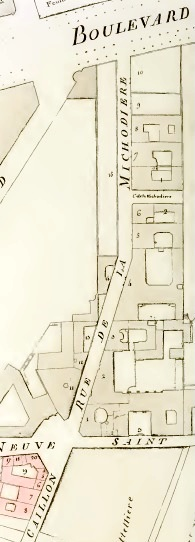
Parcellaire de la rue de la Michodière vers 1780, juste après son ouverture, sur l'atlas de la censive de l'archevêché de Paris.

Cette voie est originellement orthographiée « Delamichodière ».
Le 27 juin 1918, durant la Première Guerre mondiale, le no 20 rue de La Michodière, est touché lors d'un raid effectué par des avions allemands.
En 2015, la courte portion se trouvant entre les rues de Hanovre et du Quatre-Septembre devient piétonnière.
Émile Zola, dans son roman Au Bonheur des Dames, fait travailler son héroïne dans ce magasin situé à l'angle de la rue de la Michodière et de la rue Neuve Saint-Augustin.

## Bâtiments remarquables et lieux de mémoire
- No 4 bis : théâtre de la Michodière.
- Nos 4 et 5 bis : entre ces numéros, était située la « porte Gaillon » ou « porte Saint-Roch » de l’enceinte des Fossés Jaunes[7].

## Pour approfondir